# Colepia compernis
Colepia compernis är en tvåvingeart som beskrevs av Daniels 1987. Colepia compernis ingår i släktet Colepia och familjen rovflugor. Inga underarter finns listade i Catalogue of Life.